# Arcidiecéze Čitágáon
Arcidiecéze Čitágáon (Čattagrám) je arcidiecéze římskokatolické církve, nacházející se v Bangladéši. Sídlí v přístavním městě Čitágáon.

## Území
Arcidiecéze zahrnuje 9 distriktů Bangladéše: Čitágáon, Cox's Bazar, Bandarban, Rangamati, Khagrachhari, Noakhali, Lakshmipur a Chandpur.
Arcibiskupským sídlem je město Čitágáon, kde se nachází hlavní chrám – Katedrála Panny Marie Růžencové.
Rozděluje se do 11 farností. K roku 2016 měla 29 760 věřících, 12 diecézních kněží, 10 řeholních kněží, 23 řeholníků a 69 řeholnic.

### Církevní provincie
Církevní provincie Čitágáon byla založena roku 2017 a zahrnuje dvě sufragánny:
- Diecéze Khulaná
- Diecéze Barišál

## Historie
Dne 25. května 1927 byla brevem In illis christiani papeže Pia XI. vytvořena z části území diecéze Dháka diecéze Čitágáon. Původně byla sufragánou arcidiecéze Kalkata.
Dne 3. července 1929 získala část území z diecéze São Tomé de Meliapor.
Dne 9. července 1940 byla z části jejího území vytvořena apoštolská prefektura Akyab.
Dne 15. července 1950 přešla do církevní provincie arcidiecéze Dháka.
Dne 17. ledna 1952 dala část jejího území vzniknout apoštolské prefektuře Haflong.
Dne 29. prosince 2015 byla z další části jejího území vytvořena diecéze Barišál.
Dne 2. února 2017 byla povýšena na metropolitní arcidiecézi a 28. prosince 2018 byla přejmenována na Čattagrám.

## Seznam biskupů a arcibiskupů
- Arthur-Alfred Lepailleur, C.S.C. (1927–1952)
- Raymond Larose, C.S.C. (1952–1968)
- Joachim J. Rozario, C.S.C. (1968–1994)
- Patrick D’Rozario, C.S.C. (1995–2010)
- Moses Costa, C.S.C. (2011–2020)

## Seznam pomocných biskupů
- Lawrence Subrata Howlader, C.S.C. (2009–2015) – Titulární biskup afufenijský